# Nastätten
Nastätten ist eine Stadt im Rhein-Lahn-Kreis in Rheinland-Pfalz und Verwaltungssitz der gleichnamigen Verbandsgemeinde. Nastätten ist gemäß Landesplanung als Mittelzentrum ausgewiesen und bildet das Zentrum des Blauen Ländchens.

## Geographie
Nastätten liegt im westlichen Hintertaunus und ist die größte Stadt des südlichen Rhein-Lahn-Kreises. Die Stadt liegt im Tal des Mühlbachs.
Zu Nastätten gehören auch die Wohnplätze Funkenmühle, Haus Pollmerstall, Heidehof, Heubachmühle, Hof Heubachtal, Hof Schwall, Sonnenhügel, Tannenhof und Thurnsmühle.

## Geschichte
Im ersten Jahrhundert nach Christus, unter Kaiser Domitian (81–96) besetzen die Römer den Taunus und damit auch das Gebiet des heutigen Rhein-Lahn-Kreises und des späteren Nastättens. Vor und auch zur Zeit der Römer lebten im Taunus-Gebiet keltische Stämme, was sich auch daran zeigt, dass es in der Umgebung Nastättens zahlreiche keltische Hügelgräber gibt. Ob und wenn wie lange vor der urkundlichen Erwähnung das unmittelbare Gebiet in und um Nastätten besiedelt war, ist unbekannt.
Der Ort wurde urkundlich erstmals im Prümer Urbar im Jahre 893 als Nasteden erwähnt. Anfang des 13. Jahrhunderts hatte die Abtei Prüm außer der Fronhube 28 Mansen (Bauernhöfe), die von Hörigen und vier die von Leibeigenen bewohnt wurden. Die Abtei Prüm vergab den Ort im September 1326 an die Grafen von Katzenelnbogen als Lehen, im Jahr 1449 kauften sie dieses.

### Als Teil der Landgrafschaft Hessen
Mit Philipp I. († 27. Juni 1479) starben die Grafen von Katzenelnbogen im Mannesstamm aus, der Schwiegersohn, Landgraf Heinrich III. von Hessen, erbte die Grafschaft. Es kam zu einem jahrelangen Erbstreit mit Nassau-Dillenburg (um die Niedergrafschaft), der durch den Frankfurter Vertrag 1557 beendet wurde. 1527 kam es in Hessen, also auch in Nastätten, unter Landgraf Philipp I. von Hessen genannt der Großmütige, zur Einführung des lutherischen Bekenntnisses. Durch die Erbteilungen infolge des Todes Philipps I. 1567 wurde die Landgrafschaft Hessen an seine vier Söhne verteilt und Nastätten und die Niedergrafschaft fielen an den zweitjüngsten Sohn Philipps (Philipp II.), und es entstand die Landgrafschaft Hessen-Rheinfels. Nach dem Tod Philipps II. 1583 fiel die Niedergrafschaft an Hessen-Kassel. In den folgenden Jahrzehnten war die Niedergrafschaft ein Zankapfel zwischen dem reformierten Hessen-Kassel und dem lutherischen Hessen-Darmstadt: Während des Dreißigjährigen Krieges gehörten Nastätten und die Niedergrafschaft zwischen 1623 und 1647 zu Hessen-Darmstadt, ab 1648 gehörte es bis 1806 wieder zu Hessen-Kassel.
Bereits in (und vor) dem 16. Jahrhundert wurde um Nastätten intensive Schafzucht betrieben und die aus der Wolle gewebten Stoffe als besonders hochwertiges „Nastätter Tuch“ im In- und Ausland verkauft. Ab etwa 1590 war der Anbau von Flachs eine wichtige Erwerbsquelle. Aus den Flachsfasern wurde ebenfalls Tuch hergestellt, das oft auch blau gefärbt wurde. Dies ist der Ursprung der Bezeichnung Blaues Ländchen für das Gebiet um den Ort.
Nach der Realteilung des Vierherrischen Gerichts auf dem Einrich in den beiden sogenannten Nastätter Rezessen 1774/75 und der Übernahme einer Anzahl von Dörfern in die direkte Landesherrschaft von Hessen-Kassel wurde Nastätten Sitz des neu gebildeten katzenelnbogischen Amtes Nastätten.

### Unter Napoleon
In der sogenannten Franzosenzeit kam der Ort zusammen mit den rechtsrheinischen Teil der Niedergrafschaft Katzenelnbogen von 1806 bis 1813 unter französische Verwaltung (Pays réservé). Nach dem Wiener Kongress gelangte die Region und damit Nastätten im Jahr 1816 aufgrund zweier Tauschverträge zwischen Hessen, Preußen und Nassau zum Herzogtum Nassau.

### Herzogtum Nassau
Nastätten bekam 1817 die Stadtrechte verliehen.

### Preußen
Ab 1866 wurde Nastätten mit der Annexion des unterlegenen Herzogtums Nassau infolge des Preußisch-Österreichischen Krieges preußisch und war zunächst dem Unterlahnkreis in der Provinz Hessen-Nassau zugeordnet. Ab 1. April 1886 gehörte die Stadt mit dem westlichen Teil des aufgelösten Amtes Nastätten dem neu geschaffenen Kreis Sankt Goarshausen an.
Nastätten war nach dem Ersten Weltkrieg vom 14. Dezember 1918 bis zum 9. September 1919 von französischen Truppen besetzt und gehörte danach bis zum Abzug der Franzosen 1929 zur französischen Besatzungszone (→ Alliierte Rheinlandbesetzung).
Anfang März 1927 kam es in Nastätten zur bis dahin schwersten Auseinandersetzung zwischen Nationalsozialisten und ihren Gegnern in Nassau: Bei der „Schlacht von Nastätten“ störten SA-Trupps aus Wiesbaden, Frankfurt und Mainz sowie weitere Nationalsozialisten eine gegen ihre Bewegung gerichtete Vortragsveranstaltung. Dabei gab es einen Toten und mehrere Schwerverletzte. Die Wiesbadener Ortsgruppe der NSDAP wurde daraufhin für ein Jahr verboten. Nastätten war die erste Stadt Preußens, die Adolf Hitler zum Ehrenbürger ernannte, nämlich am 14. Juni 1932.
Am 27. März 1945 besetzten US-amerikanische Truppen Nastätten.

### Nach dem Zweiten Weltkrieg
Im Juli 1945 wurde Nastätten Teil der französischen Besatzungszone.
Seit 1946 ist Nastätten Teil des Landes Rheinland-Pfalz. Seit der Gebietsreform von 1969 gehört die Stadt zum Rhein-Lahn-Kreis und wurde 1972 Sitz der neu geschaffenen Verbandsgemeinde Nastätten.

### Einwohnerentwicklung
| Jahr | Einwohner |
| ---- | --------- |
| 1495 | 0081      |
| 1577 | 0108      |
| 1604 | 0163      |
| 1773 | 0968      |
| 1782 | 1029      |
| 1794 | [00]1055  |
| 1815 | 1355      |
| 1835 | 1712      |
| 1864 | 1576      |

| Jahr | Einwohner |
| ---- | --------- |
| 1871 | 1653      |
| 1900 | 1586      |
| 1905 | 1671      |
| 1939 | 1929      |
| 1950 | 2418      |
| 1961 | 2501      |
| 1965 | 2696      |
| 1970 | 2727      |
| 1975 | 3031      |

| Jahr | Einwohner |
| ---- | --------- |
| 1980 | 3010      |
| 1985 | 2982      |
| 1990 | 3249      |
| 1995 | 3809      |
| 2000 | 4160      |
| 2005 | 4242      |
| 2010 | 4217      |
| 2011 | 4167      |

Weitere Daten ab 2012:
| Nastätten: Einwohnerzahlen von 2012 bis 2024 | Nastätten: Einwohnerzahlen von 2012 bis 2024 | Nastätten: Einwohnerzahlen von 2012 bis 2024 | Nastätten: Einwohnerzahlen von 2012 bis 2024 | Nastätten: Einwohnerzahlen von 2012 bis 2024 |
| -------------------------------------------- | -------------------------------------------- | -------------------------------------------- | -------------------------------------------- | -------------------------------------------- |
| Jahr                                         |                                              |                                              |                                              | Einwohner                                    |
| 2012                                         | 2012                                         |                                              | 4.138                                        | 4.138                                        |
| 2015                                         | 2015                                         |                                              | 4.198                                        | 4.198                                        |
| 2020                                         | 2020                                         |                                              | 4.265                                        | 4.265                                        |
| 2024                                         | 2024                                         |                                              | 4.588                                        | 4.588                                        |
| Quelle(n): statistik.rlp.de                  |                                              |                                              |                                              |                                              |

## Politik

### Stadtrat
Der Stadtrat in Nastätten besteht aus 20 Ratsmitgliedern, die bei der Kommunalwahl am 9. Juni 2024 in einer personalisierten Verhältniswahl gewählt wurden, und dem ehrenamtlichen Stadtbürgermeister als Vorsitzendem.
Die Sitzverteilung im Stadtrat:
| Wahl | SPD | CDU | Grüne | FDP | FWG * | Gesamt   |
| ---- | --- | --- | ----- | --- | ----- | -------- |
| 2024 | 7   | 6   | –     | –   | 7     | 20 Sitze |
| 2019 | 6   | 6   | 2     | –   | 6     | 20 Sitze |
| 2014 | 8   | 6   | 1     | –   | 5     | 20 Sitze |
| 2009 | 8   | 6   | –     | 2   | 4     | 20 Sitze |
| 2004 | 7   | 8   | –     | 1   | 4     | 20 Sitze |

### Bürgermeister
Von Oktober 2001 bis zum 5. Januar 2017 war Emil Werner (SPD) Stadtbürgermeister von Nastätten. Im September 2016 gab dieser bekannt, aus gesundheitlichen Gründen aus dem Amt auszuscheiden. Da bis zum 19. September 2016 keine Bewerbung vorlag, wurde Joachim Rzeniecki (CDU) vom Stadtrat mit einer Mehrheit von 15 Stimmen zum Bürgermeister gewählt und am 5. Januar 2017 öffentlich als neuer Bürgermeister vereidigt. Bei der Kommunalwahl am 26. Mai 2019 setzte sich Marco Ludwig (SPD) mit 51,8 % der Stimmen gegen Horst Fäseke (CDU) mit 48,2 % durch. Die Wahlbeteiligung lag bei 57,7 %. Ludwigs Amtseinführung erfolgte am 24. Juni 2019. Bei der Direktwahl am 9. Juni 2024 trat nur noch Ludwig an und erhielt bei einer Wahlbeteiligung von 59,7 % 64,6 % der Stimmen.
| Name                       | Amtszeit                                          | Parteiangehörigkeit | hauptamtlich                    | Besonderes während der Amtszeit | Sonstiges |
| -------------------------- | ------------------------------------------------- | ------------------- | ------------------------------- | --- | --- |
| Christ (Vorname unbekannt) | 1870er und 1880er (genaue Amtszeit unbekannt)     | unbekannt           | nein                            | Besuch des Kronprinzen Friedrich III. in Nastätten im August 1880                                                                                               | |
| Otto Lange                 | bis 1914                                          | unbekannt           | ja                              | | Bürgermeister der Industriegemeinde Weißwasser |
| Friedrich Fahlsing         | vor 1916 (Amtszeit unbekannt)                     | unbekannt           | unbekannt; wahrscheinlich nicht | | Später Bürgermeister in Themar, Bad Karlshafen (1916 gewählt aber vom Regierungspräsidenten abgelehnt) und Nordhorn (1919–27)                                  |
| Hugo Wasserloos            | 1903–1927 (genaue Amtszeit unbekannt)             | unbekannt           | nein                            | Bau der neuen Synagoge, Erster Weltkrieg, Ende des Kaiserreichs/Weimarer Republik, französische Besatzung, Inflation, beginnender Aufstieg der radikalen Kräfte | eine Amtszeit 12 Jahre |
| Friedrich Brüning          | 1927–1933                                         | unbekannt           | nein                            | Machtergreifung der Nationalsozialisten; Weltwirtschaftskrise, Adolf Hitler bekommt die Ehrenbürgerschaft der Stadt Nastätten                                   | auf 12 Jahre gewählt; schließlich auf Druck der Nationalsozialisten nach Westfalen versetzt                                                                    |
| Peter Haxel                | 1933–1934                                         | NSDAP               | nein                            | Gleichschaltung der Verwaltung und der Vereine | Interimsbürgermeister/stellvertretender Bürgermeister |
| K. Ackermann               | 03.08.1934–31.10.1936                             | NSDAP               | nein                            | | abgesetzt aufgrund Differenzen mit der NSDAP-Ortsgruppe |
| Wilhelm Holzey             | 02.04.1937–1943/1944                              | NSDAP               | ja                              | Beginn des Zweiten Weltkriegs | |
| Peter Haxel                | 1944/1945                                         | NSDAP               | wahrscheinlich                  | | stellvertretender Bürgermeister |
| David Seibel               | ab März 1945; mindestens bis Juli 1945            | keine               | nein                            | Kriegsende; Befreiung durch amerikanische Truppen; Nastätten kommt in die französische Besatzungszone                                                           | von Haxel ernannt aufgrund des Befehls des Landrates, dass Bürgermeister, die Parteimitglieder waren, ihre Ämter an Nicht-Parteimitglieder zu übergeben hatten |
| Franz Oberländer           | genaue Amtszeit unbekannt; zwischen 1945 und 1948 | unbekannt           | nein                            | Nachkriegszeit | |
| Gustav Kruschwitz          | genaue Amtszeit unbekannt; zwischen 1945 und 1948 | unbekannt           | nein                            | Nachkriegszeit | |
| Karl Oberländer            | 1948–1952                                         | unbekannt           | nein                            | Einführung der D-Mark | |
| Heinrich Knörgel           | 1952–1956                                         | unbekannt           | nein                            | | |
| Hans Peter Kürten          | 1956–1965                                         | unbekannt           | ja                              | | |
| Hans Kunert                | 1965–1975                                         | CDU                 | ja                              | Wegzug von „Kampf & Spindler“; 1972 Verwaltungsreform | Durch Verwaltungsreform war das Bürgermeisteramt ehren- und nicht mehr hauptamtlich; Amtszeit als haupt- und ehrenamtlicher Bürgermeister                      |
| Hans Kunert                | 1975–1979                                         | CDU                 | nein                            | | |
| Karl-Peter Bruch           | 03.07.1979–Juni 2001                              | SPD                 | nein                            | 1100-Jahr Feier | |
| Emil Werner                | Juni 2001–05.01.2017                              | SPD                 | nein                            | | Rücktritt aus gesundheitlichen Gründen |
| Joachim Rzeniecki          | 05.01.2017–24.06.2019                             | CDU                 | nein                            | 200-Jahre-Stadtrechte-Feier | |
| Marco Ludwig               | seit 24.06.2019                                   | SPD                 | nein                            | | |

### Gemeindepartnerschaften
- Formerie in der nordfranzösischen Region Picardie

## Wirtschaft
Nastätten war früher landwirtschaftlich geprägt. Im und vor dem 16. Jahrhundert gab es Schafzucht und „Blaufärberei“ (siehe oben). 1898 begann im gesamten Einrich der Bau der Nassauischen Kleinbahn, der bis 1901 dauerte. Die Bahnstrecke verlief auch durch Nastätten. Wo sich heute der Omnibusbahnhof befindet, war ab 1901 der Bahnhof bzw. das Bahnhofsgebäude, das auch heute noch steht. 1907/1908 gründete die Hildener Firma „Kampf & Spindler“ in Nastätten eine Seidenspinnerei, die bis 1969/1970 Bestand hatte.

## Verkehr

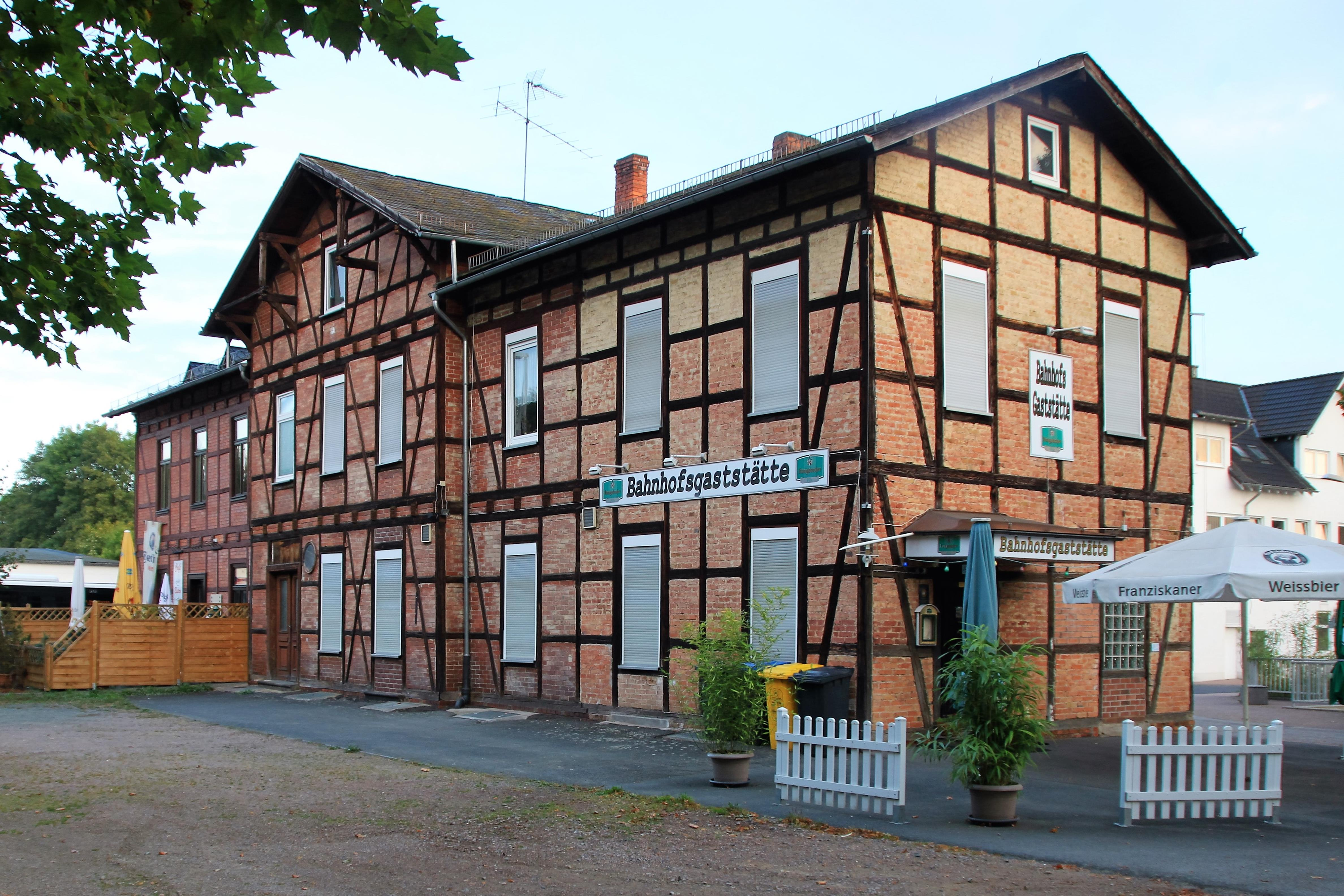
Ehemaliger Bahnhof Nastätten

Der Bahnhof Nastätten lag an der Nassauischen Kleinbahn von St. Goarshausen nach Zollhaus Kleinbahnhof sowie an der abzweigenden Bahnstrecke nach Oberlahnstein. Die Kleinbahn ist stillgelegt.
Etwa 2,5 km östlich des Zentrums liegt das Segelfluggelände Nastätten.

## Kultur
Das „Regionalmuseum Leben und Arbeiten“, das 1982 vom „Heimatpflegeverein Blaues Ländchen“ ins Leben gerufen wurde, ist im Gebäude der ehemaligen Realschule untergebracht. Das ehemalige Volksschulgebäude, das Bürgerhaus, wird für politische und kulturelle Veranstaltungen genutzt. Auch gibt es ein Freibad und ein Kino.

### Regelmäßige Veranstaltungen
Jährliche Veranstaltungen in Nastätten:
- Blaufärbermarkt
- Oktobermarkt
- Weihnachtsmarkt
- diverse Veranstaltungen des Gewerbevereins, z. B. Gewerbeausstellung oder Automobilschau

## Religion

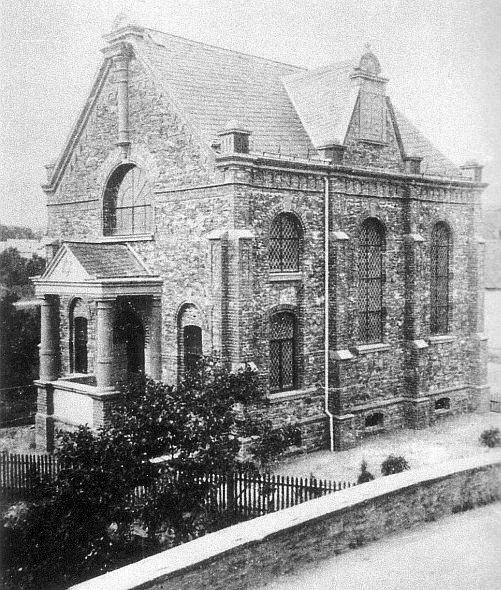
Synagoge in Nastätten, erbaut 1904, zerstört 1939

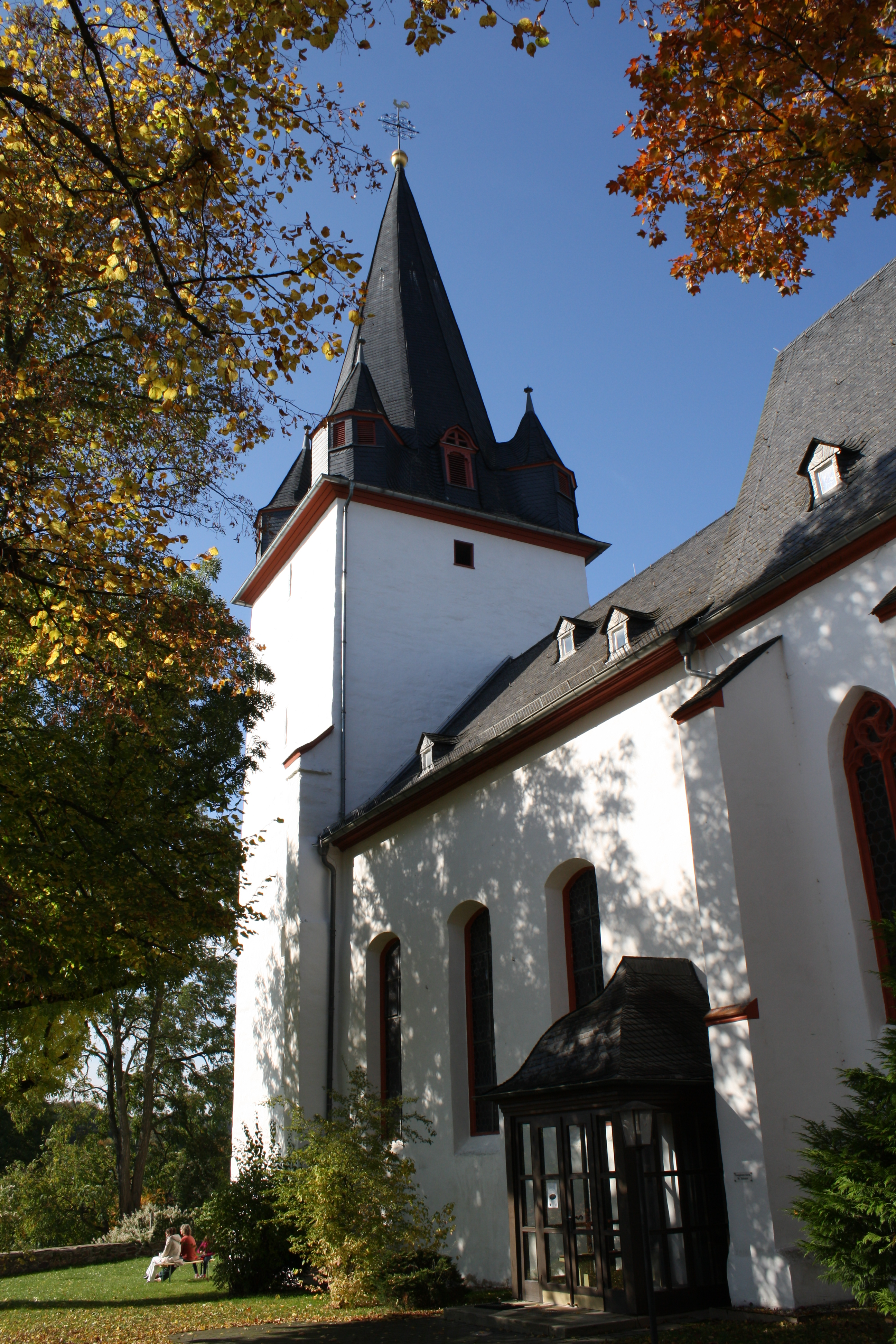
Evangelische Pfarrkirche Nastätten

Die Stadt ist kirchlich der Evangelischen Kirche in Hessen und Nassau bzw. dem katholischen Bistum Limburg zugeordnet.
In Nastätten leben 53 % Menschen evangelischer Religionszugehörigkeit und 21 % Katholiken, die restlichen 26 % gehören entweder einer anderen oder keiner Religion an. Der große Unterschied zwischen den beiden Religionsgruppen lässt sich dadurch erklären, dass in Nastätten – wie in der gesamten Landgrafschaft Hessen – 1527 die Reformation eingeführt wurde und die Untertanen des Landgrafen somit evangelisch werden mussten. Da die Einwohner nach dem im späten Mittelalter und in der frühen Neuzeit gültigen Grundsatz „Cuius regio, eius religio“ (wessen Herrschaft, dessen Religion) die Konfession des jeweiligen Landesherrn annehmen mussten, blieb Nastätten größtenteils evangelisch, wie sich auch an den heutigen Zahlen zeigt. Die erste katholische Gemeinde nach der Reformation wurde hier erst durch den Konfessionswechsel des Landgrafen Ernst I. von Hessen-Rheinfels-Rotenburg, ab 1652 wieder möglich. Die näheren rechtlichen Umstände dazu wurden im Regensburger Vertrag von 1654 festgelegt.
In Nastätten gibt es zum einen die evangelische Kirche St. Salvator, die vermutlich Anfang des 13. Jahrhunderts (damals natürlich noch als katholische Kirche) entstand, und zum anderen die katholische Pfarrkirche St. Peter und Paul, erbaut Mitte des 17. Jahrhunderts. Im Februar 2018 haben sich die zehn ehemals selbständigen Pfarreien St. Martin (Osterspai), St. Margaretha (Filsen), St. Nikolaus (Kamp-Bornhofen), St. Jakobus der Ältere (Dahlheim), St. Georg (Kestert), St. Martin (Wellmich), St. Johannes der Täufer (St. Goarshausen), St. Nikolaus (Kaub), St. Peter und Paul (Nastätten) sowie St. Florin (Strüth)  zur neu gegründeten Pfarrei „Heilige Elisabeth von Schönau“ mit Sitz in Kamp-Bornhofen zusammengeschlossen.

### Judentum
Der erste Jude, mit Namen Isaias, zog mit der am 8. Oktober 1654 ausgestellten Erlaubnis des zum Katholizismus konvertierten Landgrafen Ernst I. von Hessen-Rheinfels im Jahr 1654 nach Nastätten. In den folgenden Jahrzehnten kamen mehr Juden nach Nastätten, sodass 1843 dort 67 Juden lebten. 1871 waren es 78, 1905 67 und 1925 54. Im Laufe des 19. Jahrhunderts wurden die Juden rechtlich gleichgestellt. Die Emanzipation und Gleichstellung der Juden war in Nastätten, das ja ab 1866 zu Preußen und zum Norddeutschen Bund gehörte, mit einem Gesetz des Norddeutschen Bundes vom 3. Juli 1869 abgeschlossen. Von 1868 an gab es jüdischen Religionsunterricht in Nastätten. Am 5. und 6. August 1904 wurde die neue Synagoge in Nastätten unter großer Anteilnahme auch der nicht-jüdischen Bevölkerung eingeweiht. Im November 1938 wurde die Synagoge zerstört (→ Novemberpogrome 1938). Am 15. Januar 1941 meldete der damalige Nastätter Bürgermeister dem Landrat in St. Goarshausen, dass in Nastätten keine Juden mehr lebten.

## Krankenhaus
In Nastätten befindet sich das Paulinenstift, das zum Klinikverbund Gemeinschaftsklinikum Mittelrhein gehört. Es wurde 1857 auf Anregung der Herzogin von Nassau, Pauline von Württemberg, gegründet.

## Schulisches
Neben einer Grundschule bietet Nastätten eine nach dem Erfinder Nicolaus Otto benannte Integrierte Gesamtschule. Früher gab es eine Volksschule, später eine Realschule und andere spezialisierte Schulen.

## Ehrenbürger
- 1927: Robert Ferdinand Wagner wurde 1877 in Nastätten geboren und wanderte 1886 mit seinen Eltern und Geschwistern in der Hoffnung auf bessere Lebensbedingungen in die USA aus. Dort brachte es Robert Wagner vom Zeitungsjungen in New York City (NYC) zu höchsten Ämtern.
- 1932: Adolf Hitler, Führer der NSDAP und späterer Reichskanzler (vgl. Ehrenbürgerschaft Hitlers).  Das Ehrenbürgerrecht ist ein höchstpersönliches Recht und daher mit dem Tod 1945 erloschen. Eine posthume Entziehung des Ehrenbürgerrechts ist nicht möglich, weil nach dem Tod des Geehrten kein Recht mehr besteht, das man aberkennen kann.
- 1962: Robert F. Wagner Jr., dreimal in Folge gewählter Oberbürgermeister von NYC (1954 bis 1965), hielt die „Treue zur väterlichen Heimat“ hoch. Er besuchte die Geburtsstadt seines Vaters gleich mehrmals. Bei seinem letzten Besuch mit Ehefrau und Söhnen am 17. Juli 1962 wurde ihm ebenfalls die Ehrenbürger-Urkunde der Stadt Nastätten überreicht.
- 2001: Karl Peter Bruch, von 1979 bis 2001 ehrenamtlicher Bürgermeister seiner Heimatstadt Nastätten, sowie 2005 bis 2011 Innenminister von Rheinland-Pfalz und ab November 2006 auch stellvertretender Ministerpräsident.

## Söhne und Töchter der Stadt
- Wilhelm Nesen (1492–1524), Humanist und Pädagoge
- Konrad Nesen (≈1495–1560), Humanist und Bürgermeister von Zittau
- Friedrich Schenck (1800–1879), letzter nassauischer Amtmann in Nastätten (1851–1866)
- Charles Oppenheimer (1836–1900), Honorargeneralkonsul von Großbritannien und Irland
- Robert Ferdinand Wagner (1877–1953), US-Senator und Begründer der amerikanischen Sozialgesetzgebung, sein gleichnamiger Sohn war von 1954 bis 1965 Oberbürgermeister von New York
- Waldemar Marner (1927–2003), Jurist und Landrat in St. Wendel
- Harro Heuser (1927–2011), Mathematiker und Autor
- Frithjof Fratzer (1934–2010), Regierungsdirektor a. D., Jurist und Autor
- Wolfgang Back (1943–2019), Fernsehmoderator und Wissenschaftsredakteur
- Christoph Sachße (* 1944), Sozialwissenschaftler und Hochschullehrer
- Karl Peter Bruch (* 1946), von 2005 bis 2011 rheinland-pfälzischer Minister des Innern und für Sport, 2001 zum Ehrenbürger von Nastätten ernannt
- Ingolf Deubel (* 1950), rheinland-pfälzischer Minister für Finanzen 2006–2009
- Matthias Groß (* 1969), Soziologe und Hochschullehrer
- Alexandra Nicole Lenz (* 1971), Sprachwissenschaftlerin, Hochschullehrerin
- Peter Heinz (* 1973), Regisseur, Creative Director und Produzent
- Christian List (* 1973), Professor für Philosophie und Mathematik an der „London School of Economics“